# Batia decurrens
Batia decurrens är en fjärilsart som beskrevs av Edward Meyrick 1918. Batia decurrens ingår i släktet Batia och familjen praktmalar, (Oecophoridae). Inga underarter finns listade i Catalogue of Life.